# 布洛瑟 (密蘇里州)
布洛瑟（英語：Blosser）是位於美國密蘇里州薩林縣的鬼鎮。

## 歷史
布洛瑟的郵局於1891年設立，其後於1911年停運。

## 地理
布洛瑟所處的海拔為高於海平面201米（即659英呎），而該地所採用的時區為UTC-6，即北美中部時區（CST）。同時該地設有夏令時間，為UTC-6調快一小時，即UTC-5（CDT）。